# Mainaue bei Augsfeld
Das Naturschutzgebiet Mainaue bei Augsfeld liegt im unterfränkischen Landkreis Haßberge in Bayern.
Das rund 616 Hektar große Gebiet mit der Nr. NSG-00595.01 wurde im Jahr 2001 unter Naturschutz gestellt. Es erstreckt sich zu beiden Seiten des Mains zwischen Haßfurt im Nordwesten und Sand am Main im Südosten. Südwestlich des Gebietes verläuft die Bundesautobahn 70 und nordöstlich die Bundesstraße 26.